# مارک پیو
مارک انتونی پیو (انگلیسی: Marc Anthony Pugh؛ زادهٔ ۲۰ دسامبر ۱۹۸۰) بازیکن فوتبال اهل انگلستان است.
از باشگاه‌هایی که در آن بازی کرده‌است می‌توان به برنلی، کیدرمینستر هاریرس، بری، شروزبری تاون، لوتون تاون، ای‌اف‌سی بورنموث، هال سیتی و کویینز پارک رنجرز اشاره کرد.